# Música de la serie Ace Attorney
La serie de videojuegos Ace Attorney ha tenido muchas bandas sonoras. Este es un listado de esta discografía.

## Gyakuten Saiban Yomigaeru Gyakuten Banda Sonora Original
Gyakuten Saiban Yomigaeru Gyakuten Original Soundtrack (逆転裁判 蘇る逆転 オリジナル・サウンドトラック?  lit. "Turnabout Trial: Revived Turnabout original soundtrack") es un álbum de bandas sonoras con música de fondo del videojuego de aventuras Gyakuten Saiban (conocido internacionalmente como Phoenix Wright: Ace Attorney), compuesto por Masakazu Sugimori y arreglado por Akemi Kimura.
1. Gyakuten Saiban[1] - Prologue
2. Courtroom Lounge ~ Beginning Prelude
3. Gyakuten Saiban[1] - Court Begins
4. Cross Examination ~ Moderato 2001
5. Logic and Trick
6. Naruhodou Ryuuichi[2] ~ Objection! 2001
7. Cross Examination ~ Allegro 2001
8. Pursuit ~ Cornered
9. Confess the Truth 2001
10. Suspense
11. Pursuit ~ Cornered / Variation
12. Jingle ~ It Can't End Here
13. Investigation ~ Opening 2001
14. Ayasato Mayoi[3] ~ Gyakuten Sisters' Theme 2001
15. Detention Center ~ Jailer's Elegy
16. Itonokogiri Keisuke[4] ~ Detective Itonoko, Pal
17. Reminiscence ~ Heartbroken Mayoi[3]
18. Hoshikage Soranosuke[5] ~ Age, Regret, Retribution
19. Congratulations, Everyone
20. Reminiscence ~ Light and Shadow of the Film Studio
21. Warrior of Great Edo, Tonosaman[6]
22. Reminiscence ~ Case DL-6
23. Investigation ~ Core 2001
24. Reminiscence ~ School Trial
25. Won the Case! ~ First Victory
26. Gyakuten Saiban[1] - End
27. Gyakuten Sisters' Ballad
28. Yomigaeru Gyakuten[7] - Prologue
29. Reminiscence ~ Case SL-9
30. Houdzuki Akane[8] ~ Gyakuten Sisters' Theme 2005
31. Taiho-kun[9] ~ I Want to Protect
32. Zaimon Kyousuke[10] ~ A Detective Without a Desert
33. Ganto Kaiji[11] ~ Swimming, Anyone?
34. Yomigaeru Gyakuten[7] - End
35. Ganto Kaiji[11] Sketch Mishiyoukyoku

## Gyakuten Saiban + Gyakuten Saiban 2 Banda Sonora Original
Gyakuten Saiban + Gyakuten Saiban 2 Original Soundtrack es un álbum de bandas sonoras de dos discos con música del videojuego Gyakuten Saiban y Gyakuten Saiban 2 (conocido internacionalmente como Phoenix Wright: Ace Attorney y Phoenix Wright: Ace Attorney: Justice for All respectively), compuesto y arreglado por Masakazu Sugimori (Gyakuten Saiban) y Akemi Kimura (Gyakuten Saiban 2).
1. Gyakuten Saiban[1] - Prologue
2. Courtroom Lounge ~ Beginning Prelude
3. Gyakuten Saiban[1] - Court Begins
4. Cross Examination ~ Moderato 2001
5. Logic and Trick
6. Naruhodou Ryuuichi[2] ~ Objection! 2001
7. Cross Examination ~ Allegro 2001
8. Pursuit ~ Cornered
9. Confess the Truth 2001
10. Suspense
11. Pursuit ~ Cornered / Variation
12. Jingle ~ It Can't End Here
13. Investigation ~ Opening 2001
14. Ayasato Mayoi[3] ~ Gyakuten Sisters' Theme 2001
15. Detention Center ~ Jailer's Elegy
16. Itonokogiri Keisuke[4] ~ Detective Itonoko, Pal
17. Reminiscence ~ Heartbroken Mayoi[3]
18. Hoshikage Soranosuke[5] ~ Age, Regret, Retribution
19. Congratulations, Everyone
20. Reminiscence ~ Light and Shadow of the Film Studio
21. Warrior of Great Edo, Tonosaman[6]
22. Reminiscence ~ Case DL-6
23. Investigation ~ Core 2001
24. Reminiscence ~ School Trial
25. Won the Case! ~ First Victory
26. Gyakuten Saiban[1] - End
27. Gyakuten Sisters' Ballad

1. Gyakuten Saiban 2[12] - Prologue
2. Ringtone / Moroheiya Takamasa[13]
3. Courtroom Lounge ~ Another Prelude
4. Gyakuten Saiban 2[12] - Court Begins
5. Cross Examination ~ Moderato 2002
6. Trick and Magic
7. Naruhodou Ryuuichi[2] ~ Objection! 2002
8. Cross Examination ~ Allegro 2002
9. Pursuit ~ Questioned
10. Confess the Truth 2002
11. Ringtone / Naruhodou Ryuuichi[2]
12. Pursuit ~ Questioned / Variation
13. Jingle ~ Can't Sleep on a Night Like This
14. Lock on the Heart (Psycho Lock)
15. Investigation ~ Opening 2002
16. Ayasato Mayoi[3] ~ Gyakuten Sisters' Theme 2002
17. Detention Center ~ Security Camera Elegy
18. Village of Kurain
19. Reminiscence ~ Scars Carved by Fire
20. Eccentric
21. Gorgeous!
22. Tachimi Circus[14]
23. Congratulations Again, Everyone
24. Reminiscence ~ True Pain
25. Koroshiya Sazaemon[15] ~ The Whim of a Murderous Gentleman
26. Ayasato Harumi[16] ~ With Hami-chan
27. Investigation ~ Middle 2002
28. Great Revival ~ Mitsurugi Reiji[17]
29. Hotline to Destiny
30. Investigation ~ Core 2002
31. Reminiscence ~ Tonosaman[6] Ballad
32. Great Revival ~ Karuma Mei[18]
33. Won the Case! ~ Another Victory
34. Gyakuten Saiban 2[12] - End
35. Prosecutor's Murmur ~ Until We Meet Again

## Banda Sonora Original de Gyakuten Saiban 3
Gyakuten Saiban 3 Original Soundtrack es un álbum de bandas sonoras con música de la versión Game Boy Advance del videojuego Gyakuten Saiban 3 (conocido internacionalmente como Phoenix Wright: Ace Attorney: Trials and Tribulations), compuesto y arreglado por Noriyuki Iwadare.
1. Gyakuten Saiban 3[19] - Prologue
2. Courtroom Lounge ~ Unending Prelude
3. Gyakuten Saiban 3[19] - Court Begins
4. Cross Examination ~ Moderato 2004
5. Naruhodou Ryuuichi[2] ~ Objection! 2004
6. Cross Examination ~ Allegro 2004
7. Pursuit ~ Caught
8. Confess The Truth 2004
9. Pursuit ~ Caught / Variation
10. Miyanagi Chinami[20] ~ Distant Traces
11. Godot ~ The Fragrance of Dark Coffee
12. Jingle ~ Can't Go Back to Those Days
13. Investigation ~ Opening 2004
14. "Stolen Turnabout"
15. Takabisha Department Store
16. Detention Center ~ Elegy of the Detained
17. The Phantom Kamen Mask[21] ~ Please Listen!
18. Hoshiidake Aiga[22] ~ I Just Want Love
19. Yahari Masashi[23] ~ When Something Smells, it's Always Me
20. "Turnabout Recipe"
21. Trés Bien
22. Igarashi Shouhei[24] ~ A Painful Declaration and War Song
23. Shibakuzou Toranosuke[25] ~ Swinging Zenitora
24. Reminiscence ~ I Blame You
25. "Beginning Turnabout."
26. Reminiscence ~ Shadow on Oboro Bridge
27. Hazakurain
28. Tenryuusai Elise[26] ~ Gentle Melody
29. Investigation ~ Middle 2004
30. Reminiscence ~ The Bitter Taste of Truth
31. Pursuit ~ Cornered 2004
32. Won the Case!  Unending Victory.
33. Gyakuten Saiban 3[19] - End
34. Ringtone / Godot

## Banda Sonora Original de Gyakuten Saiban 4
Gyakuten Saiban 4 Original Soundtrack es un álbum de bandas sonoras con música de fondo del videojuego Gyakuten Saiban 4 (conocido internacionalmente como Apollo Justice: Ace Attorney), compuesto y arreglado por Toshihiko Horiyama.
1. Gyakuten Saiban 4[27] ~ Prologue
2. Courtroom Lounge ~ A New Prelude
3. Gyakuten Saiban 4[27] ~ Court Begins
4. Cross Examination ~ Moderato 2007
5. Trance Logic
6. Housuke Odoroki[28] ~ Start of a New Trial!
7. Cross Examination ~ Allegro 2007
8. Confess the Truth 2007
9. Thrill Theme ~ Suspense
10. Perceive ~ Surging Eyes
11. Pursuit ~ You Must Corner It
12. Jingle ~ Enough For Today
13. Minuki[29] ~ Magical Child
14. Kyouya Garyuu[30] ~ LOVE LOVE GUILTY
15. Akane Houdzuki[8]
16. Investigation ~ Opening 2007
17. Detention Center ~ Tragicomical Meeting
18. Turnabout Street Corners
19. Eccentric 2007
20. Kitakitsune[31] Family
21. Ringtone / LOVE LOVE GUILTY
22. Reminiscence ~ Damaged Foxes
23. Serenade of a Guitar in Love
24. Arumajiki[32] Family
25. Reminiscence ~ Fate Covered in Tricks and Devices
26. Lamiroir ~ Sight-Seeing Music
27. "Turnabout Inheritor"
28. Psycho Lock 2007
29. Doburoku[33] Studio
30. Solitary Confinement ~ Theme of Darkness
31. Investigation ~ Core 2007
32. Reminiscence ~ The Forgotten Legend
33. Won the Case! ~ Our victory
34. Gyakuten Saiban 4[27] ~ End

## Banda Sonora Original de Gyakuten Kenji
La Banda Sonora Original de Gyakuten Kenji es un álbum de dos discos con música de fondo del videojuego Gyakuten Kenji (conocido internacionalmente como Ace Attorney Investigations: Miles Edgeworth). La música está compuesta por Noriyuki Iwadare y Yasuko Yamada.
1. Gyakuten Kenji[34] - Prologue
2. Investigation ~ Opening 2009
3. Investigation ~ Middlegame 2009
4. Investigation ~ Contradiction at the Crime Scene
5. Logic ~ The Way to the Truth
6. Investigation ~ Core 2009
7. Confrontation ~ Moderato 2009
8. Tricks and Gimmicks
9. Reiji Mitsurugi[17] ~ Objection! 2009
10. Confrontation ~ Allegro 2009
11. Confess the Truth 2009
12. Tricks and Baroque
13. Confrontation ~ Presto 2009
14. Pursuit ~ Lying Coldly
15. Jingle ~ Slight Break
16. Mikumo Ichijo[35] ~ The Great Truth Burglar
17. Shiryu Ro[36] ~ Speak up, Pup!
18. Yatagarasu ~ The Gentleman Thief Who Dances in the Black Night
19. "Turnabout Airlines"
20. Zinc White[37] ~ Time is Money
21. Wakana Shiraoto[38] ~ Good Night
22. Doubted People

1. "Swept-Away Turnabout" ~ Overture to Kidnapping
2. Taiho-kun March[9] ~ Bando Land[39] Theme
3. "Swept-Away Turnabout" ~ Tragedy in the Horror House
4. Noisy People
5. Interesting People
6. Reminiscence ~ False Relations
7. Reproducing the Scene ~ The Gentleman Thief's Secret Weapon
8. Court ~ Guardians of the Law
9. "Departed Turnabout"
10. Ittetsu Bado[40] ~ The Truth isn't Sweet
11. Himiko Kazura[41] ~ Let Me Laugh at the Cool
12. Reminiscence ~ KG-8 Case
13. Crises of Fate
14. Keisuke Itonokogiri[4] ~ I can do it when it counts, pal!
15. "Turnabout Up In Flames"
16. Two Embassies ~ The Lands of the Butterfly and the Flower
17. Reminiscence ~ Torn Apart Countries
18. Carnage Onred[42] ~ The Enemy Who Surpasses the Law
19. Solution! ~ Splendid Deduction
20. Reiji Mitsurugi[17] ~ Great Revival 2009
21. Prosecutor's Murmur ~ Promise to Meet Again

## Gyakuten Kenji 2 Banda Sonora Original
La Banda Sonora Original de Gyakuten Kenji 2 es un álbum de dos discos con música de fondo del videojuego Gyakuten Kenji 2 (extraoficialmente conocido como Ace Attorney Investigations: Prosecutor's Path), continuación de Gyakuten Kenji. La música del juego fue compuesta por Noriyuki Iwadare, compositor de Trials and Tribulations y del primer Ace Attorney Investigations.
1. Gyakuten Kenji 2[43] ~ Prologue
2. Investigation ~ Opening 2011
3. Logic ~ Truth of the Crime Scene
4. Trick Analyze
5. Logic Chess ~ Opening
6. Confrontation ~ Moderato 2011
7. Reiji Mitsurugi[17] ~ Objection! 2011
8. Confess the Truth 2011
9. Jingle ~ Neverending Trouble
10. The Imprisoned Turnabout
11. Investigation ~ Middlegame 2011
12. Tateyuki Shigaraki ~ Joking Motive
13. Yumihiko Ichiyanagi ~ Ichiryuu's Reasoning
14. Confrontation ~ Allegro 2011
15. Hakari Mikagami ~ Goddess of Law
16. Prosecutorial Investigation Committee ~ Rigorous Justice
17. Lamenting People
18. Strange People
19. Reproducing the Scene ~ The Gentleman Thief's Secret Weapon 2011
20. Investigation ~ Core 2011
21. Marie Miwa ~ Hug and Kiss
22. Ryouken Houinbou ~ Tone of an Assassin
23. Confrontation ~ Presto 2011
24. Pursuit ~ Wanting to Find the Truth

1. The Inherited Turnabout
2. Shin Mitsurugi[44] ~ A Defense Attorney's Knowledge
3. Issei Tenkai ~ Sweet Happiness
4. Restless People
5. Reminiscence ~ IS-7 Incident
6. Trick Break
7. Tsukasa Oyashiki ~ Sweet Dance
8. Yutaka Kazami ~ Brandished Flavor
9. The Forgotten Turnabout
10. Trifle of Fate
11. Reminiscence ~ The Girl's Lost Memories
12. Bonds ~ A Heart That Believes
13. The Grand Turnabout
14. Shimon Aizawa ~ Pointed Age
15. The Great Monster Borumosu
16. Reminiscence ~ The Fall of the House of Lang
17. Logic Chess ~ Endgame
18. Yumihiko Ichiyanagi ~ Ichiryuu's Farewell
19. Ringtone ~ Hakari Mikagami
20. Zheng Fa ~ Land of the Phoenix
21. Reminiscence ~ SS-5 Incident
22. The Man who Masterminds the Game
23. Solution! ~ Calm Moment
24. Prosecutor's Murmur ~ Each One's Path
25. Gyakuten Kenji 2[43] ~ Great Revival

## Caja de sonido Gyakuten Saiban
La caja de sonido Gyakuten Saiban es una compilación de tres discos con música de Gyakuten Saiban, Gyakuten Saiban 2 y Gyakuten Saiban 3 con calidad de sonido mejorada. Toda la música es directamente de las versiones de WiiWare de cada juego.
Gyakuten Saiban (Disco Uno)
1. Gyakuten Saiban[1] - Prologue
2. Courtroom Lounge ~ Beginning Prelude
3. Gyakuten Saiban[1] - Court Begins
4. Cross Examination ~ Moderato 2001
5. Logic and Trick
6. Naruhodou Ryuuichi[2] ~ Objection! 2001
7. Cross Examination ~ Allegro 2001
8. Pursuit ~ Cornered
9. Confess the Truth 2001
10. Suspense
11. Pursuit ~ Cornered / Variation
12. Jingle ~ It Can't End Here
13. Investigation ~ Opening 2001
14. Ayasato Mayoi[3] ~ Gyakuten Sisters' Theme 2001
15. Detention Center ~ Jailer's Elegy
16. Itonokogiri Keisuke[4] ~ Detective Itonoko, Pal
17. Reminiscence ~ Heartbroken Mayoi[3]
18. Hoshikage Soranosuke[5] ~ Age, Regret, Retribution
19. Congratulations, Everyone
20. Reminiscence ~ Light and Shadow of the Film Studio
21. Warrior of Great Edo, Tonosaman[6]
22. Reminiscence ~ Case DL-6
23. Investigation ~ Core 2001
24. Reminiscence ~ School Trial
25. Won the Case! ~ First Victory
26. Gyakuten Saiban[1] - End
27. Gyakuten Sisters' Ballad
28. Yomigaeru Gyakuten[7] - Prologue
29. Reminiscence ~ Case SL-9
30. Houdzuki Akane[8] ~ Gyakuten Sisters' Theme 2005
31. Taiho-kun[9] ~ I Want to Protect
32. Zaimon Kyousuke[10] ~ A Detective Without a Desert
33. Ganto Kaiji[11] ~ Swimming, Anyone?
34. Yomigaeru Gyakuten[7] - End

Gyakuten Saiban 2 (Disco Dos)
1. Gyakuten Saiban 2[12] - Prologue
2. Ringtone / Moroheiya Takamasa[13]
3. Courtroom Lounge ~ Another Prelude
4. Gyakuten Saiban 2[12] - Court Begins
5. Cross Examination ~ Moderato 2002
6. Trick and Magic
7. Naruhodou Ryuuichi[2] ~ Objection! 2002
8. Cross Examination ~ Allegro 2002
9. Pursuit ~ Questioned
10. Confess the Truth 2002
11. Ringtone / Naruhodou Ryuuichi[2]
12. Pursuit ~ Questioned / Variation
13. Jingle ~ Can't Sleep on a Night Like This
14. Lock on the Heart (Psycho Lock)
15. Investigation ~ Opening 2002
16. Ayasato Mayoi[3] ~ Gyakuten Sisters' Theme 2002
17. Detention Center ~ Security Camera Elegy
18. Village of Kurain
19. Reminiscence ~ Scars Carved by Fire
20. Eccentric
21. Gorgeous!
22. Tachimi Circus[14]
23. Congratulations Again, Everyone.
24. Reminiscence ~ True Pain
25. Koroshiya Sazaemon[15] ~ The Whim of a Murderous Gentleman
26. Ayasato Harumi[16] ~ With Hami-chan
27. Investigation ~ Middle 2002
28. Great Revival ~ Mitsurugi Reiji[17]
29. Hotline to Destiny
30. Investigation ~ Core 2002
31. Reminiscence ~ Tonosaman[6] Ballad
32. Great Revival ~ Karuma Mei[18]
33. Won the Case! ~ Another Victory
34. Gyakuten Saiban 2[12] - End
35. Prosecutor's Murmur ~ Until We Meet Again

Gyakuten Saiban 3 (Disco Tres)
1. Gyakuten Saiban 3[19] - Prologue
2. Courtroom Lounge ~ Unending Prelude
3. Gyakuten Saiban 3[19] - Court Begins
4. Cross Examination ~ Moderato 2004
5. Naruhodou Ryuuichi[2] ~ Objection! 2004
6. Cross Examination ~ Allegro 2004
7. Pursuit ~ Caught
8. Confess The Truth 2004
9. Pursuit ~ Caught / Variation
10. Miyanagi Chinami[20] ~ Distant Traces
11. Godot ~ The Fragrance of Dark Coffee
12. Jingle ~ Can't Go Back to Those Days
13. Investigation ~ Opening 2004
14. "Stolen Turnabout"
15. Takabisha Department Store
16. Detention Center ~ Elegy of the Detained
17. The Phantom Kamen Mask[21] ~ Please Listen!
18. Hoshiidake Aiga[22] ~ I Just Want Love
19. Yahari Masashi[23] ~ When Something Smells, it's Always Me
20. "Turnabout Recipe"
21. Trés Bien
22. Igarashi Shouhei[24] ~ A Painful Declaration and War Song
23. Shibakuzou Toranosuke[25] ~ Swinging Zenitora
24. Reminiscence ~ I Blame You
25. "Beginning Turnabout."
26. Reminiscence ~ Shadow on Oboro Bridge
27. Hazakurain
28. Tenryuusai Elise[26] ~ Gentle Melody
29. Investigation ~ Middle 2004
30. Reminiscence ~ The Bitter Taste of Truth
31. Pursuit ~ Cornered 2004
32. Won the Case!  Unending Victory.
33. Gyakuten Saiban 3[19] - End
34. Ringtone / Godot

## Banda Sonora Original de Gyakuten Saiban 5
La banda sonora de Gyakuten Saiban 5 es una banda sonora de dos discos con la música de fondo de Gyakuten Saiban 5 (conocido internacionalmente como Phoenix Wright: Ace Attorney - Dual Destinies). La música del juego está compuesta por Noriyuki Iwadare, compositor de Trials and Tribulations, Ace Attorney Investigations y Ace Attorney Investigations 2.
1. Gyakuten Saiban 5[45] - Prologue
2. Courtroom Lobby ~ Prelude to the Future
3. Gyakuten Saiban 5[45] - Court Begins
4. Cross Examination ~ Moderato 2013
5. Logic Trinity
6. "The Depths of the Depths of the Heart"
7. Naruhodou Ryuuichi[2] ~ Objection! 2013
8. "Odoroki[28] Attacked"
9. Cross Examination ~ Allegro 2013
10. Suspense 2013
11. Pursuit ~ Keep Pressing On
12. Confess the Truth 2013
13. "Breakaway"
14. Jingle ~ You Should Rest at a Time Like This
15. "Turnabout Youkai Parade"
16. Kyuubi Village[46] ~ Home of the Youkai
17. Mysterious! The Legend of Tenma Tarou
18. Go Forth! Great Kyuubi
19. "The Murder Committed by a Youkai"
20. Minuki's[29] Theme ~ Child of Magic 2013
21. Kizuki Kokone[47] ~ Let's Do This!
22. Ban Gouzou[48] ~ Our Secret Word is Justice!
23. Investigation ~ Opening 2013
24. Detention Center ~ Elegy of the Bulletproof Glass
25. Shuuichi Biyouin ~ I Am Biyouin
26. "A Prosecutor with Handcuffs"
27. Yuugami Jin[49] ~ Distorted Swordsmanship
28. Odoroki Housuke[28] ~ A New Chapter of Trials 2013
29. Thought Route ~ Synaptic Resonance
30. "Turnabout Academy"
31. Private School Themis Law School[50] ~ Our Precious School
32. "Kokone[47] Will Take on Your Defense"
33. Lively People
34. Suspicious People
35. Difficult People
36. Housuke Odoroki[28] ~ I’m Fine!
37. Heart Scope[51] ~ Commence the Psychological Analysis!
38. Running Wild · Heart Scope[51] ~ Get A Grip On Yourself
39. "Proof of Friendship"
40. Reminiscence ~ Wandering Heart
41. Kizuki Kokone[47] ~ Bringer of Revolution
42. "Garyuu Wave[52] · Twilight Gig"

1. "Turnabout up to the Stars"
2. Oogawara Uchuu ~ Head of the Center of the Universe
3. Robot Laboratory ~ Unerasable Past
4. "Turnabout to the Future"
5. Investigation ~ Examination
6. Ayasato Harumi[16] ~ With Hami-chan 2013
7. Chains of the Heart ~ Psyche-Lock 2013
8. "A Magnificent Visitor"
9. Mitsurugi Reiji[17] ~ Great Revival 2013
10. Reminiscence ~ Tragic Memories
11. Investigation ~ Core 2013
12. Illegality of Fate
13. "For Those I Will Protect"
14. The Dark Age of Law
15. Phantom ~ UNKNOWN
16. Pursuit ~ Keep Pressing On (Variation)
17. Won the Case! ~ Everyone’s Victory
18. Gyakuten Saiban 5[45] ~ End
19. "Countdown to the Future"
20. "Turnabout Great Pirates"
21. Arafune Aquarium ~ A Refreshing Sea
22. Pirate Sisters Ales ~ Adventures Across the Seven Seas
23. "Pirate Show Song" ~ The Sea Of Adventure is Here
24. "Pirate Show Song" ~ The Writer Who Snatches Away the Truth
25. Reminiscence ~ Departure from Regret
26. Pursuit ~ Demo PV version (Bonus Track)
27. Pursuit ~ Last Promotion Version (Bonus Track)

## Professor Layton vs. Gyakuten Saiban Magical Mystery Music
Professor Layton vs. Gyakuten Saiban Magical Mystery Music es un álbum de tres bandas sonoras con música del videojuego Professor Layton vs.Gyakuten Saiban (conocido internacionalmente como Professor Layton vs. Phoenix Wright: Ace Attorney), un cruce entre las series de videojuegos Professor Layton y Ace Attorney. La música fue compuesta y arreglada por Yasumasa Kitagawa y el compositor de la serie del Profesor Layton Tomohito Nishiura; además de composiciones originales, la banda sonora incluye arreglos de temas de Gyakuten Saiban compuestos originalmente por Masakazu Sugimori.
1. THE OPENING THEME OF "PROFESSOR LAYTON VS GYAKUTEN SAIBAN"
2. About Town ~ VS Arrange ver.
3. Puzzles 8
4. A Strange Story ~ VS Arrange ver.
5. Labyrinth City
6. Pinch! ~ VS Arrange ver.
7. A Calm Afternoon ~ VS Arrange ver.
8. An Uneasy Atmosphere ~ VS Arrange ver.
9. Forest
10. Suspicion ~ VS Arrange ver.
11. The Lost Forest ~ VS Arrange ver.
12. Ink Workshop
13. Barrom
14. The Town's History ~ VS Arrange ver.
15. Professor Layton's Theme 1 ~ VS Arrange ver.
16. The City at Night
17. A Quiet Time ~ VS Arrange ver.
18. Suspense ~ VS Arrange ver.
19. Mahoney's Theme ~ Memory
20. Puzzles 6 ~ VS Arrange ver.
21. Reunion
22. The Professor's Deductions ~ VS Arrange ver.
23. LINK
24. The Buried Ruins
25. Audience
26. Tension ~ VS Arrange ver.
27. The Storyteller's Tower
28. Puzzles 5 ~ VS Arrange ver.
29. The Hidden Garden

1. Courtroom Lobby ~ Beginning Overture
2. Gyakuten Saiban - Trial
3. Suspense
4. Logic and Trick
5. Cross Examination ~ Moderato
6. Ryuuichi Naruhodou[2] ~ Objection!
7. Cross-Examination ~ Allegro
8. Tell the Truth
9. Pursuit ~Cornered
10. Victory! ~The First Victory
11. In the Dark ~The Witches' Overture
12. Witch Trial - Trial
13. The Stake's Witnesses
14. Jeeken Barnrod ~ Labyrinth Knight
15. Mob Cross-Examination ~ Moderato
16. Logic and Baroque
17. Straying ~Suspense
18. Ryuichi Naruhodo ~ Objection! 2012
19. Mob Cross-Examination ~ Allegro
20. Tell the Truth 2012
21. Theme of the United Front
22. The Courtroom's Magician
23. Recollection ~ Bewitched Fate
24. Farce ~Naive People
25. Recollection ~ Golden Revelation
26. Mist Belduke ~ Twilight Memories
27. The Great Witch's Judgment - Trial
28. Omen ~Footfals of Turnabout
29. The Ruler and the Alchemist
30. Seal ~Locked-Away "Darkness"
31. Recollection ~ The Legendary Great Fire
32. Pursuit ~ Casting Magic
33. The Final Witness
34. Turnabout Sisters' Theme ~ Music Box ver.

1. The Witches' Theme ~ Chase
2. RAINY NIGHT
3. In-Flight
4. OPENING
5. The Witches' Theme ~ Assault
6. Escape
7. THE MAGIC BOOK
8. That Case
9. The Storyteller's Theme ~ Parade
10. Judgment ~ Witch Trial
11. A Mysterious Fire
12. The Bell Tower's Arrival
13. Sorrowful Golden Statue
14. Rescue and Retribution
15. A Familiar Face
16. Into the Ruins
17. A Faint Voice
18. Garyuu ~ Roar
19. Confrontation
20. Confrontation ~ The Titanic Knights
21. Professor Layton's Theme 2 ~ VS Arrange ver.
22. Festival
23. Sealed Memories
24. Garyuu ~ Creation
25. Mahoney's Theme ~ Truth
26. Lostoria!!
27. The Light of the Truth
28. PRELUDE
29. DENOUEMENT
30. THE ENDING THEME OF "PROFESSOR LAYTON VS GYAKUTEN SAIBAN"

## Varios
Noriyuki Iwadare ha creado dos discos y ha arreglado dos actuaciones en directo que utilizan temas de la serie Ace Attorney, pero que se han interpretado con instrumentos de múltiples géneros.

### Gyakuten Meets Orchestra
Gyakuten Meets Orchestra es un álbum de bandas sonoras que incluye arreglos orquestales de música de fondo de las tres primeras entradas de la serie de videojuegos Ace Attorney, con una pista adicional de la cuarta entrada inédita hasta entonces.
1. Naruhodou Ryuuichi[2] - Objection!
2. Ayasato Mayoi[3] - Theme of Gyakuten Sisters
3. Mitsurugi Reiji[17] - Great Revival
4. Investigation - Labyrinth Suite
5. Gyakuten Saiban[1] Court Suite
6. Warrior of Great Edo, Tonosaman[6]
7. Gyakuten Saiban 2[12] Court Suite
8. Godot - Fragrance of Dark Coffee
9. Gyakuten Saiban 3[19] Court Suite
10. Kurain Genealogy
11. Gyakuten Saiban 3[19] Epilogue
12. Odoroki Housuke[28] - Start of a New Trial!

### Gyakuten Meets Jazz Soul
Gyakuten Meets Jazz Soul (también conocido como Turnabout Jazz Soul) es un álbum de bandas sonoras que incluye arreglos de jazz de música de fondo de las tres primeras entradas de la serie de videojuegos Ace Attorney, con una pista adicional de la cuarta entrada inédita hasta entonces.
1. Gyakuten Saiban[1] ~ Court Begins Blue note scale
2. Naruhodou Ryuuichi[2] ~ Objection!
3. Warrior of Great Edo, Tonosaman[6]
4. Gyakuten Saiban 2[12] ~ Court Begins Blue note scale
5. Mitsurugi Reiji[17] - Great Revival
6. Shibakuzou Toranosuke[25] ~ Swinging Zenitora
7. Gyakuten Saiban 3[19] ~ Court Begins Blue note scale
8. Godot ~ The Fragrance of Dark Coffee
9. Yomigaeru Gyakuten[1] - End
10. Minuki[29] ~ Magical Child

### Gyakuten Saiban Tokubetsu Hōtei 2008
Gyakuten Saiban Tokubetsu Hōtei 2008 (『逆転裁判』特別法廷2008　オーケストラコンサート?  lit. "Turnabout Trial: Special Tribunal Orchestra Concert 2008") es un álbum de bandas sonoras con música de fondo de la serie de videojuegos Ace Attorney que fue interpretada en directo por la Tokyo Philharmonic Orchestra en primavera. Un DVD de este concierto fue lanzado el 30 de octubre de 2008.
1. Housuke Odoroki[28] ~ A New Trial is in Session!
2. Gyakuten Saiban 1~3[1][12][19] Courtroom Suite
3. Toranosuke Shibakuzou[25] ~ Swingin' Zenitora
4. Godot ~ The Fragrance of Dark-Colored Coffee
5. Great Revival ~ Reiji Mitsurugi[17]
6. Gyakuten Saiban 4[27] Courtroom Suite
7. Villain Suite
8. Loving Guitar's Serenade
9. Mayoi Ayasato[3] ~ Gyakuten Sisters' Theme
10. Gyakuten Saiban 3[19] - End
11. Oo-edo Soldier Tonosaman's[6] Song
12. Ryuuichi Naruhodou[2] ~ Objection!

### Gyakuten Saiban Tokubetsu Hōtei Conmemorativo de Otoño 2008
Gyakuten Saiban Tokubetsu Hōtei 2008 Autumn Commemorative (『逆転裁判』特別法廷2008　オーケストラコンサート?  lit. "Turnabout Trial: Special Tribunal Orchestra Concert 2008") es un álbum de bandas sonoras con música de fondo de la serie de videojuegos Ace Attorney que se entregó a los asistentes al concierto orquestal de otoño.
1. Loving Guitar's Serenade
2. Oo-edo Soldier Tonosaman's[6] Song
3. Ryuuichi Naruhodou[2] ~ Objection! (Kanadeon ver.)
4. Taiho-kun[9] ~ I Want to Protect (Kanadeon ver.)

### Miniálbum de la Orquesta Gyakuten Kenji
Gyakuten Kenji Orchestra Mini Album es un álbum de bandas sonoras con música de fondo de y basada en la serie Ace Attorney relacionada con el personaje Miles Edgeworth. El álbum fue lanzado con una edición limitada especial de Gyakuten Kenji.
1. Mitsurugi Reiji[17] ~ Great Revival 2009
2. Testimony ~ Lying Coldly Full Orchestra Arrange
3. Investigation Suite
4. Taiho-kun[9] ~ I Want to Protect
5. Mitsurugi Reiji[17] ~ Great Revival Kanadeon Version

### Gyakuten Kenji 2 Orchestra Arrangement Collection
Gyakuten Kenji 2 Orchestra Arrangement Collection es un álbum de bandas sonoras con música de fondo y basada en música de la serie Ace Attorney relacionada con el personaje Miles Edgeworth, esta vez, de su segundo juego como protagonista, Gyakuten Kenji 2. Consiste en arreglos orquestales de varios temas de la banda sonora del juego. El álbum fue lanzado con una edición limitada especial de Gyakuten Kenji 2.
1. Mitsurugi Reiji[17] ~ Objection! 2011
2. Mikumo Ichijo[35] ~ The Great Truth Burglar 2011
3. Gyakuten Kenji 2[43] Investigation Suite
4. Gyakuten Kenji 2[43] Logic Suite
5. Hakari Mikagami~ Goddess of Law
6. Gyakuten Kenji 2[43] Confrontation Suite
7. Pursuit ~ Wanting to Find the Truth
8. Shin Mitsurugi[44] ~ A Defense Attorney's Knowledge
9. Bonds ~ A Heart that Believes
10. Gyakuten Kenji 2[43] ~ Great Revival
11. Opening ~ Gyakuten Kenji 2[43]

### Gyakuten Saiban Movie Banda Sonora Original
Gyakuten Saiban Original Movie Soundtrack es un álbum de bandas sonoras con la música de la película teatral Gyakuten Saiban.
1. Gyakuten Saiban - Trial (Cinema Ver.)
2. Ryuichi Naruhodo ~ Objection 2001 (Cinema Ver.)
3. Cross Examination ~ Allegro 2001 (Cinema Ver.)
4. Negligence
5. Attachment Order
6. Breaking Into a Residence
7. Imprisonment With Work
8. Aggravated Escape
9. Suspension of Execution of the Sentence
10. Necessary Measure
11. Evidence
12. Testify Associate Judge
13. Upper Instance Court
14. Kidnapping
15. Attempts
16. Youth
17. General Period for Payment
18. Investigation ~ Core 2001 (Cinema Ver.)
19. Mayoi Ayasato ~ Turnabout Sisters Theme 2001 (Diva Ver.)
20. Pursuit ~ Cornered (Cinema Ver.)
21. Fine
22. Article 30
23. Neighboring Right
24. Acceptance of Stolen Property
25. Robbery
26. Insults
27. Gambling
28. Arson of Inhabited Buildings
29. Theft
30. Obstruction to Flood Prevention
31. Unjust Enrichment
32. Fanfare
33. BWV245 (BACH)
34. Oo-edo Soldier Tonosaman (Cinema Ver.)
35. Mayoi Ayasato ~ Turnabout Sisters Theme 2001 (Choir Ver.)

### Gyakuten Saiban 15th Anniversary Orchestra Concert
Gyakuten Saiban 15th Anniversary Orchestra Concert es un álbum de bandas sonoras compuesto por 13 temas de la serie Ace Attorney arreglados para orquesta. Las grabaciones proceden del concierto de celebración del 15º aniversario del ciclo celebrado en el Tokyo Bunka Kaikan el 6 de mayo de 2017 e interpretado en directo por la Tokyo Philharmonic Orchestra.